# Terre délicieuse
Terre délicieuse – ou Te nave nave fenua – est un tableau réalisé par le peintre français Paul Gauguin en 1892. Cette huile sur toile de format vertical est un nu féminin s'approchant de la peinture religieuse. Il représente une Ève tahitienne tentée par une sorte de lézard volant aux ailes rouges. L'œuvre est conservée au musée d'Art Ōhara, à Kurashiki, dans la préfecture d'Okayama, au Japon.